# ساتووان
ساتُوان یک آب‌سنگ حلقوی در جزایر کارولین، در بخش مورتلوکس در ایالت چوک، کشور ایالات فدرال میکرونزی است.